# Innamorata, Innamorato, Innamorati
Az Innamorata, Innamorato, Innamorati Toto Cutugno második nagylemeze. 1981-ben jelent meg. Az albumról sláger lett a címadó dalon kívül a Flash és a Donna.

## Dalok
1. Francesca non sa
2. mi dici che stai bene con me
3. Tu sei ma
4. Cieli azzuri
5. Flash
6. Il cielo e sempre un po’ più blu
7. Ė un anno che tu butti via
8. Donna
9. É… io ti amavo
10. Innamorati

## Közreműködött
- Toto Cutugno – ének, szintetizátor, szájharmonika, ütőhangszerek
- Dino D’Autorio – basszusgitár
- Victor Bach – zongora, fender rhodes
- Gino Panariello – gitár, akusztikus gitár
- Tullio De Piscopo – dobok
- Beppe Chantarelli – gitár, akusztikus gitár
- Aldo Banfi – szintetizátor
- Gigi Cappelloto – basszusgitár
- Andy Surdi – dobok
- Gigi Tonet – szintetizátor
- Ottavio Corbellini – dobok
- Julius Farmer – basszusgitár
- René Mantegna – ütőhangszerek
- Cosimo Fabiano – basszusgitár
- Sergio Fanni – flicorno
- Gianni Bedori – szaxofon
- Sergio Rigon – fuvola
- Bruno De Filippi – szájharmonika